# Малые Гусины
Малые Гусины — деревня в Окуловском муниципальном районе Новгородской области, относится к Боровёнковскому сельскому поселению.
Деревня расположена на левом берегу реки Хоринка, на Валдайской возвышенности, в 16 км к северо-западу от Окуловки (24 км по автомобильной дороге), до административного центра сельского поселения — посёлка Боровёнка 4 км. На противоположном берегу реки расположена деревня Большие Гусины, а в 4 км ниже по течению Хоринки находится деревня Хорино.
| 2010 |
| ---- |
| 7    |

## Транспорт
Ближайшая железнодорожная станция расположена на главном ходу Октябрьской железной дороги — в Боровёнке.